# Kimber Lee
Kimberly Ann Green (Seattle, 27 giugno 1990) è un'ex wrestler statunitense.

## Carriera

### WWE (2016–2018)

#### NXTeMae Young Classic(2016-2018)
Kimber Lee effettua la sua prima apparizione in WWE nella puntata di NXT del 7 dicembre 2016, dove è stata sconfitta da Ember Moon. Durante la fine del mese, viene annunciato che Kimber Lee ha firmato un contratto con la compagnia ed inizierà a lavorare dal gennaio 2017. Utilizzando il suo nome Kimberly Frankele, fa il suo debutto televisivo nella puntata di NXT del 12 aprile, dove è stata sconfitta da Ruby Riot. Nella puntata di NXT del 3 maggio, Kimberly ha preso parte in una Battle Royal per determinare la contendente n°1 all'NXT Women's Championship di Asuka, ma è stata eliminata da Ruby Riot. Nel mese di giugno, dopo aver cambiato nome in Abbey Laith, viene annunciata come una delle trentadue concorrenti della prima edizione del Mae Young Classic, dove ha sconfitto al primo turno Jazzy Gabert il 28 agosto. Il 6 settembre, Abbey ha sconfitto Rachael Evers al secondo turno. La stessa sera, Abbey viene sconfitta da Mercedes Martinez nei quarti di finale, terminando la sua avventura nel torneo. Nella puntata di NXT del 25 ottobre, Abbey ha preso parte ad una Battle royal match per decretare la quarta sfidante che si contenderà l'NXT Women's Championship, reso vacante da Asuka, a NXT Takeover: War Games in un Fatal four-way match, ma viene eliminata da Nikki Cross. Nel marzo 2018, Abbey Laith è stata rilasciata dalla federazione.

### Impact Wrestling (2020-2022)
Kimber Lee fa il suo debutto per Impact Wrestling nella puntata di Impact del 5 maggio 2020, durante il segmento del backstage talk show Looker Room Talk presentato da Madison Rayne, dove viene introdotta dalla presentatrice come sorpresa dell'ospite della puntata Havok, la quale non sembra contenta e ha un confronto con Kimber, stupilando un incontro fra le due per la settimana successiva. Nella puntata di Impact del 12 maggio, Kimber fa il suo debutto sul ring sconfiggendo Havok, sfruttando anche una distrazione di Nevaeh e utilizza un tirapugni per lo schienamento vincente, stabilendosi come heel. Nella puntata di Impact del 26 maggio, Kimber ha sconfitto nuovamente Havok, ma questa volta per squalifica quando interviene Neveah ed attacca la Lee, aiutando dunque la sua partner. Nella puntata di Impact del 16 giugno, Kimber è stata sconfitta da Neveah, che era accompagnata da Havok. Nella puntata di Impact del 30 giugno, viene annunciato che Kimber prenderà parte ad un Gauntlet match per determinare la prima sfidante all'Impact Knockout's Championship a Slammiversary. Nella puntata di Impact del 7 luglio, Kimber è stata sconfitta dalla Impact Knockout's Champion Jordynne Grace in un match non titolato. Nella puntata di Impact del 14 luglio Kimber, Kiera Hogan, Rosemary, Tasha Steelz e Taya Valkyrie sono state sconfitte da Alisha Edwards, Havok, Kylie Rae, Nevaeh e Susie. Il 18 luglio, a Slammiversary, Kimber prende parte al Gauntlet match per determinare la prima sfidante all'Impact Knockout's Championship entrando con il numero 3, ed eliminando Nevaeh, ma viene eliminata per nona da Kylie Rae. Nella puntata di Impact del 21 luglio, Kimber fa la sua comparsa nel backstage durante una rissa fra la campionessa Deonna Purrazzo e Kylie Rae, che viene bloccata da Alisha Edwards, dove la Purrazzo rifila un pugno a Kimber e se ne va. Nella puntata di Impact del 28 luglio, Kimber è stata sconfitta dalla Impact Knockout's Champion Deonna Purrazzo in un match non titolato, cedendo alla fujiwara armbar, mentre nel post match arriva l'ex campionessa Jordynne Grace che assale pesantemente la Purrazzo. Nella puntata di Impact del 4 agosto, Kimber raggiunge la campionessa Deonna Purrazzo nel camerino, chiarendo che è solo una visita di cortesia, la settimana scorsa ha assistito in prima fila al suo massacro da parte di Jordynne Grace e se la situazione si risvolgerà durante il loro incontro titolato fra tre settimane ad Impact - Emergence non è certa che la cintura sarà ancora alla vita di Deonna, per questo motivo le propone un'idea, la campionessa sarà anche The Virtuosa e amerà dipingere capolavori, ma lei è The Crown Jewel e ama fare magie, quindi vuole collaborare occupandosi di eliminare Jordynne dalla scena ad un'unica condizione, in cambio otterrà un match valevole per l'Impact Knockout's Championship, la Purrazzo acconsente alla richiesta; lo stesso giorno, viene confermato tramite il profilo Twitter della compagnia che la Lee ha firmato un contratto ufficiale con la federazione. Nella puntata di Impact dell'11 agosto, Kimer è stata sconfitta da Jordynne Grace per sottomissione.

## Titoli e riconoscimenti

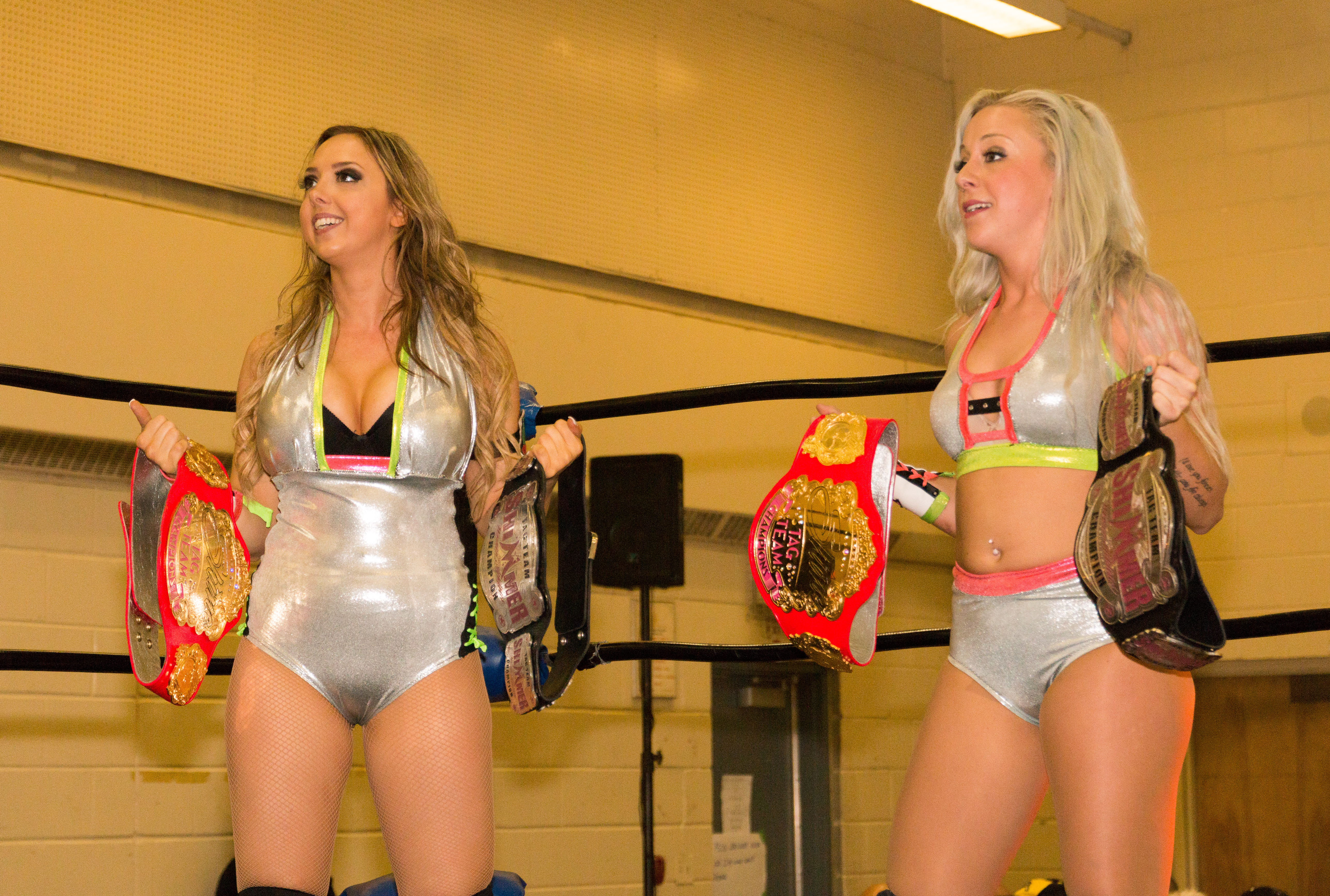
Kimber Lee e Cherry Bomb, conosciute come le Kimber Bomb, con gli Shine Tag Team Championship.

- AAW: Professional Wrestling Redefined
  - AAW Women's Championship (1)
- Beyond Wrestling
  - Tournament for Today Women (2016)
- Chikara
  - Chikara Campeonatos de Parejas (1) - con i Whisper
  - Chikara Grand Championship (1)
  - Challenge of the Immortals (2015) – con El Hijo del Ice Cream, Ice Cream Jr. e Jervis Cottonbelly
  - King of Trios (2019) - con Ophidian e Lance Steel
  - La Lotería Letal (2018) – con i Whisper
- Dynamite Championship Wrestling
  - DCW Women's Championship (1)
- Jersey All Pro Wrestling
  - JAPW Women's Championship (1)
- Legacy Wrestling
  - Legacy Wrestling Women's Championship (1)
- Maryland Championship Wrestling
  - MCW Women's Championship (1)
- Pro Wrestling Illustrated
  - 35ª tra le 50 wrestler singole nella PWI Female 100 2017
- Shimmer Women Athletes
  - SHIMMER Championship (1, attuale)
  - Shimmer Tag Team Championship (1) – con Cherry Bomb
- SHINE Wrestling
  - Shine Tag Team Championship (1) - con Cherry Bomb
- Women Superstars Uncensored
  - WSU Tag Team Championship (2) - con Annie Social